# Everybody Hurts
"Everybody Hurts" is een nummer van de Amerikaanse collegerockband R.E.M., dat op 15 maart 1993 als single werd uitgegeven door Warner Bros. Records. Het verscheen een half jaar eerder als albumnummer op Automatic for the People.
Het nummer werd voor een groot deel door drummer Bill Berry gecomponeerd. Hij bedacht bijvoorbeeld de akkoordenwisselingen en de baspartij. Berry speelt echter geen drumpartij op dit nummer. Het ritme wordt namelijk geleid door een drumcomputer, die voor twintig dollar op de kop getikt was. De strings werden gearrangeerd door de bassist van Led Zeppelin, John Paul Jones.
Zanger Michael Stipe richt zich met "Everybody Hurts" op tieners en in de liedtekst probeert hij de luisteraar hoop te geven: "When you think you've had too much of this life, well hang on." Het parlement van de Amerikaanse staat Nevada toonde in 2001 waardering voor R.E.M. voor hun inzet in het voorkomen van tienerzelfmoord.
De videoclip toont de vier bandleden die langzaam door een file rijden. Terwijl de camera langs de inzittenden van andere auto's gaat, verschijnen als ondertiteling hun weinig hoopvolle gedachten, zoals "If I had a gun..." en "There's nothing I can do". Als hun auto tot stilstand komt, stappen Stipe en de andere muzikanten uit en zwelt de muziek een tijdje aan. Na vier minuten begint Stipe met het herhalen van de woorden "Hold on" ("Houd vol"). Alle andere mensen stappen daarna eveneens uit hun auto's en lopend zetten zij hun reis voort. De clip eindigt met een journaalbericht waarin de journalist melding maakt van ongeveer vierhonderd mensen die spoorloos zijn verdwenen. In Nederland werd de videoclip destijds op televisie uitgezonden in het popprogramma Countdown van Veronica op Nederland 2.
De plaat werd een wereldwijde hit, echter was de plaat in thuisland de Verenigde Staten met een 29e positie in de Billboard Hot 100 niet erg succesvol. In Europa had de plaat meer succes, met zelfs een nummer 1-notering in Polen, een 6e positie in Ierland en in het Verenigd Koninkrijk een 7e positie in de UK Singles Chart.
In Nederland was de plaat in week 25 van 1993 Alarmschijf op Radio 538 en werd ook veel gedraaid op Radio 3. De plaat werd een grote hit en bereikte de 4e positie in zowel de Nederlandse Top 40 als de destijds nieuwe publieke hitlijst Mega Top 50. 
In België bereikte de plaat de 23e  positie in de Vlaamse Radio 2 Top 30 en de 31e positie in de Vlaamse Ultratop 50. 
In januari 2010 werd het nummer opgenomen door een collectief van bekende artiesten, zoals Robbie Williams, Mariah Carey en Rod Stewart. Deze opname werd gemaakt naar aanleiding van de aardbeving in Haïti in 2010 en de opbrengsten gingen naar het goede doel.

## Hitnoteringen

### Mega Top 50
| "Everybody Hurts" in de Mega Top 50 -- binnen: 19-06-1993 | "Everybody Hurts" in de Mega Top 50 -- binnen: 19-06-1993 | "Everybody Hurts" in de Mega Top 50 -- binnen: 19-06-1993 | "Everybody Hurts" in de Mega Top 50 -- binnen: 19-06-1993 | "Everybody Hurts" in de Mega Top 50 -- binnen: 19-06-1993 | "Everybody Hurts" in de Mega Top 50 -- binnen: 19-06-1993 | "Everybody Hurts" in de Mega Top 50 -- binnen: 19-06-1993 | "Everybody Hurts" in de Mega Top 50 -- binnen: 19-06-1993 | "Everybody Hurts" in de Mega Top 50 -- binnen: 19-06-1993 | "Everybody Hurts" in de Mega Top 50 -- binnen: 19-06-1993 | "Everybody Hurts" in de Mega Top 50 -- binnen: 19-06-1993 | "Everybody Hurts" in de Mega Top 50 -- binnen: 19-06-1993 | "Everybody Hurts" in de Mega Top 50 -- binnen: 19-06-1993 | "Everybody Hurts" in de Mega Top 50 -- binnen: 19-06-1993 | "Everybody Hurts" in de Mega Top 50 -- binnen: 19-06-1993 |
| Week                                                      | 1                                                         | 2                                                         | 3                                                         | 4                                                         | 5                                                         | 6                                                         | 7                                                         | 8                                                         | 9                                                         | 10                                                        | 11                                                        | 12                                                        | 13                                                        | 14                                                        |
| --------------------------------------------------------- | --------------------------------------------------------- | --------------------------------------------------------- | --------------------------------------------------------- | --------------------------------------------------------- | --------------------------------------------------------- | --------------------------------------------------------- | --------------------------------------------------------- | --------------------------------------------------------- | --------------------------------------------------------- | --------------------------------------------------------- | --------------------------------------------------------- | --------------------------------------------------------- | --------------------------------------------------------- | --------------------------------------------------------- |
| Nummer                                                    | 35                                                        | 23                                                        | 15                                                        | 7                                                         | 6                                                         | 4                                                         | 5                                                         | 4                                                         | 6                                                         | 11                                                        | 11                                                        | 13                                                        | 18                                                        | 29                                                        |

### Nederlandse Top 40
| Nummer | 20 | 10 | 7 | 5 | 4 | 4 | 4 | 4 | 7 | 9 | 14 | 19 | 35 |

### Vlaamse Ultratop 50
| "Everybody Hurts" in de Vlaamse Ultratop 50 -- binnen: 29-05-1993 | "Everybody Hurts" in de Vlaamse Ultratop 50 -- binnen: 29-05-1993 | "Everybody Hurts" in de Vlaamse Ultratop 50 -- binnen: 29-05-1993 | "Everybody Hurts" in de Vlaamse Ultratop 50 -- binnen: 29-05-1993 | "Everybody Hurts" in de Vlaamse Ultratop 50 -- binnen: 29-05-1993 | "Everybody Hurts" in de Vlaamse Ultratop 50 -- binnen: 29-05-1993 | "Everybody Hurts" in de Vlaamse Ultratop 50 -- binnen: 29-05-1993 | "Everybody Hurts" in de Vlaamse Ultratop 50 -- binnen: 29-05-1993 | "Everybody Hurts" in de Vlaamse Ultratop 50 -- binnen: 29-05-1993 | "Everybody Hurts" in de Vlaamse Ultratop 50 -- binnen: 29-05-1993 | "Everybody Hurts" in de Vlaamse Ultratop 50 -- binnen: 29-05-1993 | "Everybody Hurts" in de Vlaamse Ultratop 50 -- binnen: 29-05-1993 | "Everybody Hurts" in de Vlaamse Ultratop 50 -- binnen: 29-05-1993 | "Everybody Hurts" in de Vlaamse Ultratop 50 -- binnen: 29-05-1993 | "Everybody Hurts" in de Vlaamse Ultratop 50 -- binnen: 29-05-1993 | "Everybody Hurts" in de Vlaamse Ultratop 50 -- binnen: 29-05-1993 |
| Week:                                                             | 1                                                                 | 2                                                                 | 3                                                                 |                                                                   | 4                                                                 | 5                                                                 | 6                                                                 | 7                                                                 | 8                                                                 | 9                                                                 | 10                                                                | 11                                                                | 12                                                                | 13                                                                |                                                                   |
| ----------------------------------------------------------------- | ----------------------------------------------------------------- | ----------------------------------------------------------------- | ----------------------------------------------------------------- | ----------------------------------------------------------------- | ----------------------------------------------------------------- | ----------------------------------------------------------------- | ----------------------------------------------------------------- | ----------------------------------------------------------------- | ----------------------------------------------------------------- | ----------------------------------------------------------------- | ----------------------------------------------------------------- | ----------------------------------------------------------------- | ----------------------------------------------------------------- | ----------------------------------------------------------------- | ----------------------------------------------------------------- |
| Positie:                                                          | 48                                                                | 32                                                                | 42                                                                | uit                                                               | 43                                                                | 36                                                                | 38                                                                | 44                                                                | 50                                                                | 40                                                                | 38                                                                | 31                                                                | 31                                                                | 45                                                                | uit                                                               |

### Evergreen Top 1000
| Evergreen Top 1000 "Everybody Hurts" | Evergreen Top 1000 "Everybody Hurts" | Evergreen Top 1000 "Everybody Hurts" | Evergreen Top 1000 "Everybody Hurts" | Evergreen Top 1000 "Everybody Hurts" | Evergreen Top 1000 "Everybody Hurts" | Evergreen Top 1000 "Everybody Hurts" | Evergreen Top 1000 "Everybody Hurts" | Evergreen Top 1000 "Everybody Hurts" | Evergreen Top 1000 "Everybody Hurts" | Evergreen Top 1000 "Everybody Hurts" | Evergreen Top 1000 "Everybody Hurts" | Evergreen Top 1000 "Everybody Hurts" | Evergreen Top 1000 "Everybody Hurts" | Evergreen Top 1000 "Everybody Hurts" | Evergreen Top 1000 "Everybody Hurts" | Evergreen Top 1000 "Everybody Hurts" |
| Jaar                                 | 2008                                 | 2009                                 | 2010                                 | 2011                                 | 2012                                 | 2013                                 | 2014                                 | 2015                                 | 2016                                 | 2017                                 | 2018                                 | 2019                                 | 2020                                 | 2021                                 | 2022                                 | 2023                                 |
| ------------------------------------ | ------------------------------------ | ------------------------------------ | ------------------------------------ | ------------------------------------ | ------------------------------------ | ------------------------------------ | ------------------------------------ | ------------------------------------ | ------------------------------------ | ------------------------------------ | ------------------------------------ | ------------------------------------ | ------------------------------------ | ------------------------------------ | ------------------------------------ | ------------------------------------ |
| Positie                              | -                                    | -                                    | -                                    | -                                    | -                                    | -                                    | -                                    | -                                    | -                                    | 133                                  | 143                                  | 226                                  | 161                                  | 165                                  | 150                                  | 132                                  |

### NPO Radio 2 Top 2000
| Nummer met noteringen in de NPO Radio 2 Top 2000 | '99 | '00 | '01 | '02 | '03 | '04 | '05 | '06 | '07 | '08 | '09 | '10 | '11 | '12 | '13 | '14 | '15 | '16 | '17 | '18 | '19 | '20 | '21 | '22 | '23 | '24 |
| ------------------------------------------------ | --- | --- | --- | --- | --- | --- | --- | --- | --- | --- | --- | --- | --- | --- | --- | --- | --- | --- | --- | --- | --- | --- | --- | --- | --- | --- |
| Everybody Hurts                                  | 31  | -   | 50  | 61  | 58  | 61  | 58  | 66  | 99  | 68  | 76  | 66  | 59  | 101 | 122 | 138 | 138 | 140 | 144 | 166 | 181 | 177 | 200 | 223 | 240 | 280 |

1. ↑  Een '-' betekent dat het nummer niet was genoteerd en een vetgedrukt getal geeft de hoogste notering aan.